# Harry Myers
Pour les articles homonymes, voir Myers.
Harry Myers est un acteur, réalisateur et scénariste américain né le 5 septembre 1882 à New Haven, Connecticut (États-Unis), mort le 25 décembre 1938 à Hollywood (Californie) d'une pneumonie.

## Filmographie

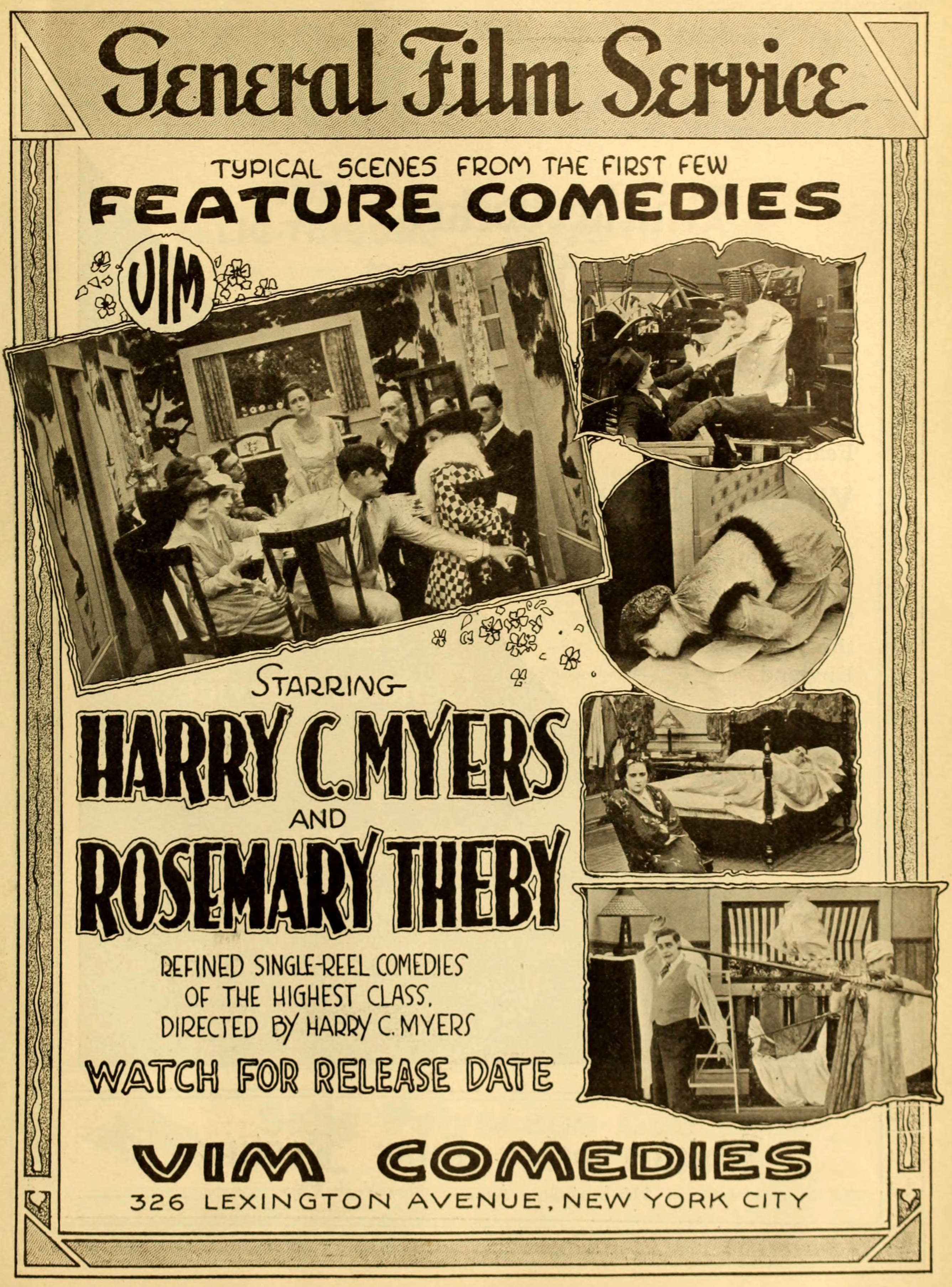
Publicité (1916)

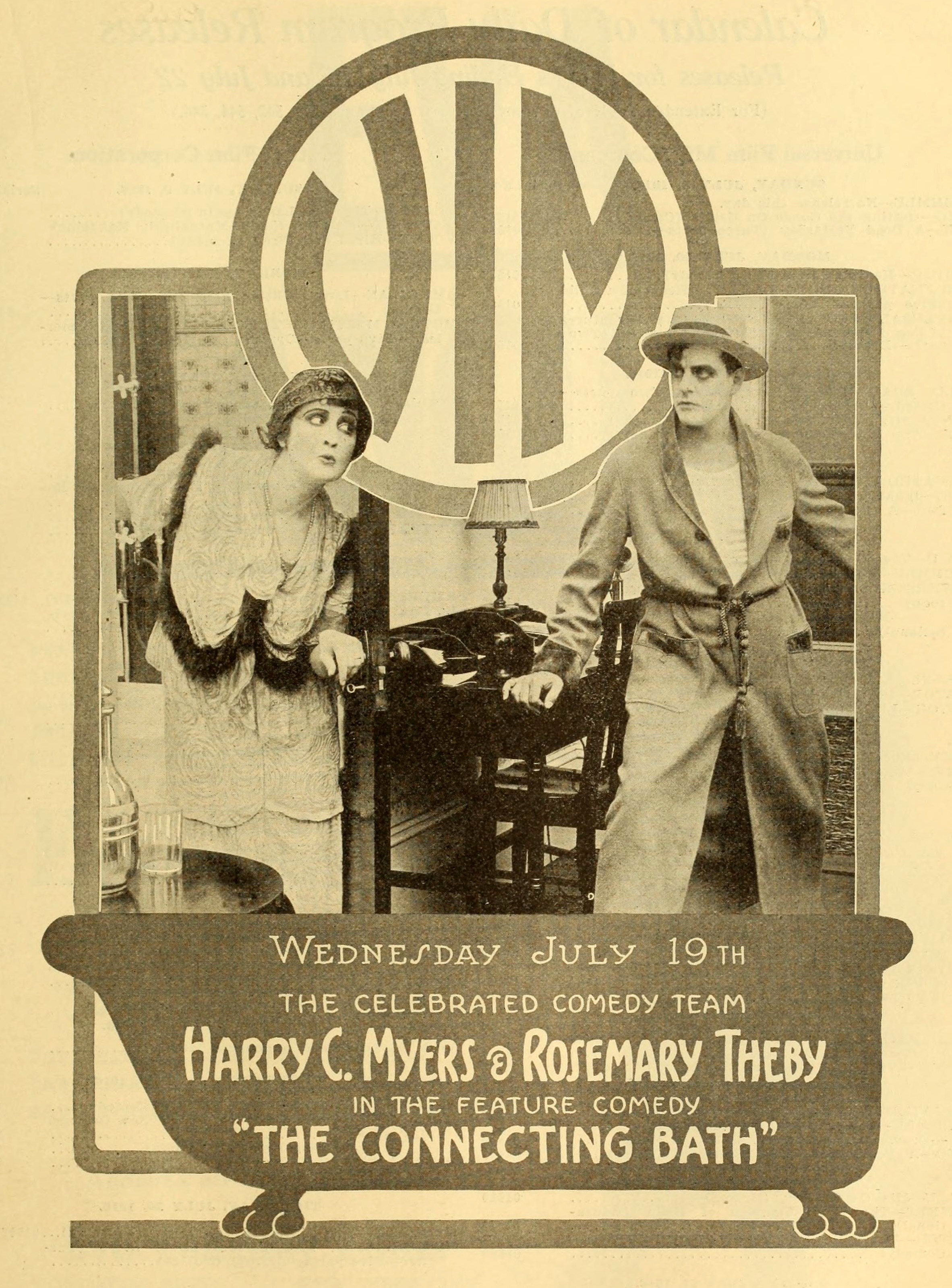
The Connecting Bath (1916)

### comme acteur

#### Années 1900
- 1908 : The Guerrilla de D. W. Griffith
- 1909 : Her First Biscuits de D. W. Griffith

#### Années 1920
- 1920 : Sky Eye : Harry Mangin
- 1920 : The Notorious Mrs. Sands de Christy Cabanne : Grey Sands
- 1920 : Les Surprises d'un héritage (45 Minutes from Broadway) de Joseph De Grasse : Daniel Cronin
- 1920 : Peaceful Valley : Ward Andrews
- 1921 : Why Trust Your Husband? de George Marshall : Elmer Day
- 1921 : Le Fils de l'oncle Sam chez nos aïeux (A Connecticut Yankee in King Arthur's Court : The Yankee / Martin Cavendish
- 1921 : On the High Card : Harry Holt
- 1921 : The March Hare : Tod Rollins
- 1921 : Oh Mary Be Careful : Bobby Burns
- 1921 : Nobody's Fool (en) de King Baggot : Artemis Alger
- 1921 : R.S.V.P. : Benny Fielding
- 1922 : Handle with Care de Phil Rosen : Ned Picard
- 1922 : Les Bons Larrons (Turn to the Right) de Rex Ingram : Gilly
- 1922 : When the Lad Came Home
- 1922 : Boy Crazy : J. Smythe
- 1922 : The Adventures of Robinson Crusoe : Robinson Crusoe
- 1922 : Kisses de Maxwell Karger : Bill Bailey
- 1922 : Top o' the Morning : John Garland
- 1922 : In the Days of Buffalo Bill : Andrew Johnson
- 1922 : La Bourrasque (The Beautiful and Damned) de William A. Seiter
- 1923 : La Bouteille enchantée (The Brass Bottle) de Maurice Tourneur : Horace Ventimore
- 1923 : Brass : Wilbur Lansing
- 1923 : La Rue des vipères (Main Street) de Harry Beaumont : Dave Dyer
- 1923 : Little Johnny Jones : The Chauffeur
- 1923 : The Printer's Devil de William Beaudine : Sidney Fletcher
- 1923 : La Première Femme (Brass) de Sidney Franklin
- 1923 : The Common Law : Cardemon
- 1923 : The Bad Man de Edwin Carewe : Red Giddings
- 1923 : La Première Aventure de Douglas Fairbanks Junior (Stephen Steps Out) de Joseph Henabery : Harry Stetson
- 1924 : Comédiennes (The Marriage Circle) de Ernst Lubitsch : Détective
- 1924 : Daddies : Robert Audrey
- 1924 : Listen Lester de William A. Seiter : Listen Lester
- 1924 : Behold This Woman : Eugene de Seyre
- 1924 : Tarnish (en) : The Barber
- 1924 : Reckless Romance : Christopher Skinner
- 1925 : Trails End : Harry Kenyon
- 1925 : She Wolves : Henri de Latour
- 1925 : L'Amazone (Zander the Great) de George W. Hill : Texas
- 1925 : Grounds for Divorce : Count Zappata
- 1926 : The Beautiful Cheat : Jimmy Austin
- 1926 : Monte Carlo de Christy Cabanne : Greves
- 1926 : The Nutcracker : Oscar Briggs
- 1926 : Dans la chambre de Mabel (Up in Mabel's Room) de E. Mason Hopper : Jimmy Larchmont
- 1926 : Le Mariage de Laurel (Get 'Em Young) de Fred Guiol et Stan Laurel : Orvid Joy
- 1926 : Exit Smiling de Sam Taylor : Jesse Watson
- 1927 : The First Night de Richard Thorpe : Le détective de l'hôtel
- 1927 : Getting Gertie's Garter : Jimmy Felton
- 1927 : The Bachelor's Baby : Bill Taylor
- 1927 : The Girl in the Pullman : Jerry Mason
- 1927 : Colombe (The Dove) de Roland West : Mike
- 1928 : The Chinatown Mystery de J. P. McGowan
- 1928 : The Street of Illusion : Lew Fielding
- 1928 : Cœur de tzigane (Dream of Love) de Fred Niblo : The Baron
- 1929 : The Clean-Up : Jimmy
- 1929 : Montmartre Rose
- 1929 : Wonder of Women de Clarence Brown : Bruno Heim

#### Années 1930
- 1931 : Les Lumières de la ville (City Lights), de Charles Chaplin : Un millionnaire excentrique
- 1931 : Meet the Wife : Harvey Lennox
- 1931 : Torchy
- 1931 : The Great Pie Mystery
- 1931 : Convicted (en) de Christy Cabanne : Sturgeon
- 1931 : Easy to Get
- 1932 : Merrily Yours : Mr. Rogers
- 1932 : Meet the Senator
- 1932 : Divorce a la Mode
- 1932 : A Strange Adventure : Police Officer Ryan
- 1932 : The Savage Girl : Amos P. Stitch
- 1933 : Damaged Lives : Nat Franklin
- 1933 : The Important Witness : Drunk
- 1933 : Mary Stevens, M.D. de Lloyd Bacon : Nervous Patient
- 1933 : Police Call : Steward
- 1933 : What's to Do? : Mr. Rogers
- 1933 : Rainbow Over Broadway : Berwiskey
- 1934 : Potluck Pards de Bernard B. Ray : Walrus-Face
- 1934 : Pardon My Pups : Mr. Rogers
- 1934 : L'Horloger amoureux (Allez oop) de Buster Keaton et Charles Lamont : Spectateur au cirque
- 1934 : Sword of the Arab
- 1934 : Ridin' Gents : Slugger
- 1934 : Résurrection (We Live Again), de Rouben Mamoulian : Bailiff
- 1935 : Mississippi, de Wesley Ruggles et A. Edward Sutherland : Gérant du théâtre
- 1935 : Honeymoon Bridge
- 1936 : Soupe au lait (The Milky Way), de Leo McCarey : Photographe à l'appartement
- 1936 : F-Man : Man in Group
- 1936 : Tonnerre sur la cité ardente (San Francisco) : Reveler
- 1936 : Kelly the Second : Fight Spectator with Cigars
- 1936 : Mister Cinderella : Man at Party Helping Splashed Woman
- 1936 : One Rainy Afternoon, de Rowland V. Lee
- 1937 : Rich Relations
- 1937 : Vogues of 1938 : Dress Extra
- 1937 : Double or Nothing (en) : Club Patron
- 1937 : Dangerously Yours : Costume Ball Dance Extra
- 1937 : Stand-In de Tay Garnett : Member of Bank's Board
- 1938 : Les Aventures de Tom Sawyer (The Adventures of Tom Sawyer), de Norman Taurog : Churchgoer
- 1938 : Dangerous to Know de Robert Florey : Guest at Party
- 1938 : Racket Busters : Court Stenographer
- 1938 : Zorro l'homme-araignée (The Spider's Web), de James W. Horne et Ray Taylor : Détective [Ch. 3]
- 1938 : Men of Steel : Board of Directors Member in Theatre Box
- 1939 : Terreur à l'ouest (The Oklahoma Kid), de Lloyd Bacon : Banker
- 1939 : I'm from Missouri : Mule Man
- 1939 : Deux bons copains (Zenobia), de Gordon Douglas : Invité à la fête

### comme réalisateur
- 1913 : A Deal in Oil
- 1914 : The Rock of Hope
- 1914 : The Bride of Marblehead
- 1914 : The Little Gray Home
- 1914 : The Accusation
- 1915 : Fathers Three
- 1915 : Men at Their Best
- 1915 : The Cards Never Lie
- 1915 : The Hard Road
- 1915 : A Romance of the Backwoods
- 1915 : The Danger Line
- 1915 : Playing with Fire
- 1915 : The Law of Love
- 1915 : Saved by a Dream
- 1915 : The Artist and the Vengeful One
- 1915 : Father's Money
- 1915 : Baby
- 1915 : The House of a Thousand Relations
- 1915 : Mumps
- 1915 : We Should Worry for Auntie
- 1915 : The Cheval Mystery
- 1915 : The Prize Story
- 1915 : The Earl of Pawtucket
- 1915 : My Tomboy Girl
- 1915 : The Man of Shame
- 1915 : He Was Only a Bathing Suit Salesman
- 1915 : Father's Child
- 1916 : Artistic Atmosphere
- 1916 : Man and Morality
- 1916 : High Fliers
- 1916 : In the Night
- 1916 : The Pipe Dream
- 1916 : Love Spasms
- 1916 : The Model Husband
- 1916 : Lathered Truth
- 1916 : Object -- Matrimony
- 1916 : The Latest in Vampires
- 1916 : Baby's Toofs
- 1917 : The Hash House Mystery
- 1917 : Jumping Jealousy

### comme scénariste
- 1913 : A Deal in Oil